# Piotr Gębica
Piotr Gębica (ur. 26 maja 1961 w Tarnowie) – polski geograf, dr hab. nauk o Ziemi, profesor uczelni Instytutu Archeologii, Kolegium Nauk Humanistycznych Uniwersytetu Rzeszowskiego.

## Życiorys
Absolwent Wydziału Biologii i Nauk o Ziemi Uniwersytetu Jagiellońskiego. 8 czerwca 1994 obronił pracę doktorską Ewolucja doliny Wisły pomiędzy Nowym Brzeskiem a Opactwem w vistulianie i holocenie, 27 kwietnia 2005 habilitował się na podstawie pracy zatytułowanej Przebieg akumulacji rzecznej w górnym vistulianie w Kotlinie Sandomierskiej. Pracował w Instytucie Geografii i Przestrzennego Zagospodarowania im. Stanisława Leszczyckiego Polskiej Akademii Nauk w Krakowie (1994–1999) i w Katedrze Międzynarodowych Stosunków Gospodarczych na Wydziale Ekonomii Uniwersytetu Rzeszowskiego (1999–2004).
Objął funkcję profesora w Zakładzie Gospodarki Regionalnej na Wydziale Ekonomii Uniwersytetu Rzeszowskiego (2005–2007) oraz profesora nadzwyczajnego w Katedrze Geografii na Wydziale Turystyki i Nauk o Zdrowiu Wyższej Szkole Informatyki i Zarządzania w Rzeszowie (2007–2018).
Piastuje stanowisko członka Komisji Rewizyjnej Stowarzyszenia Geomorfologów Polskich, członka Komisji Paleogeografii Czwartorzędu i Komisji Prehistorii Polskiej Akademii Umiejętności, a także Komitetu Badań Czwartorzędu Polskiej Akademii Nauk i profesora uczelni Instytutu Archeologii, Kolegium Nauk Humanistycznych Uniwersytetu Rzeszowskiego.
Był kierownikiem w Katedrze Geografii na Wydziale Turystyki i Nauk o Zdrowiu Wyższej Szkole Informatyki i Zarządzania w Rzeszowie i w Zakładzie Gospodarki Regionalnej na Wydziale Ekonomii Uniwersytetu Rzeszowskiego.